# Graphorrhinus
Graphorrhinus är ett släkte av skalbaggar. Graphorrhinus ingår i familjen vivlar.
Kladogram enligt Catalogue of Life:
| Graphorrhinus | \| \| Graphorrhinus metallescens \| \| \| \| \| \| Graphorrhinus nubilosus \| \| \| \| \| \| Graphorrhinus operculatus \| \| \| \| |
|               | \| \| Graphorrhinus metallescens \| \| \| \| \| \| Graphorrhinus nubilosus \| \| \| \| \| \| Graphorrhinus operculatus \| \| \| \| |
|               | Graphorrhinus metallescens |
|               | |
|               | Graphorrhinus nubilosus |
|               | |
|               | Graphorrhinus operculatus |
|               | |